# Leptacis insularis
Leptacis insularis är en stekelart som beskrevs av Lubomir Masner 1960. Leptacis insularis ingår i släktet Leptacis och familjen gallmyggesteklar. Inga underarter finns listade i Catalogue of Life.